# Энтото
Энто́то (амх. እንጦጦ) — горная вершина рядом с Аддис-Абебой. Является частью горной цепи Энтото, которая достигает высоты 3200 метров над уровнем моря. Историческое место, где Менелик II построил свой дворец, когда перенес столицу из города Анкобэр в Аддис-Абебу. Здесь расположено множество монастырей. Гора Энтото также является местом расположения ряда знаменитых церквей, в том числе Святого Рагуила и Святой Марии.
Гора густо покрыта эвкалиптовыми деревьями, посаженными в период правления императора Менелика II. Иногда этот лес называют «лёгкими Аддис-Абебы». Также является важным источником дров для города.
У Эфиопского общества космических наук есть обсерватория на вершине 3200 м.

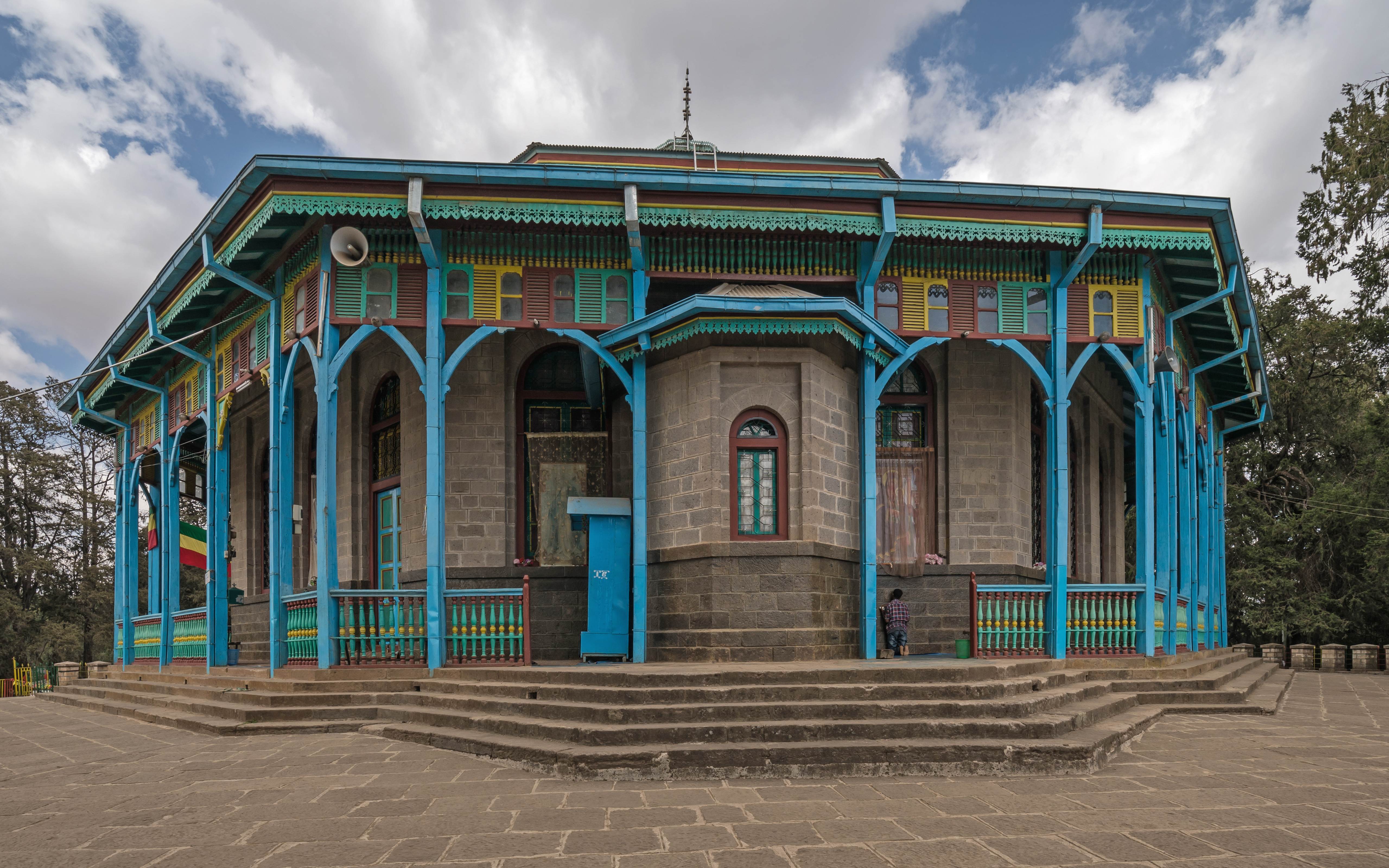
Богородицкая церковь (St. Mary Church) на Энтото
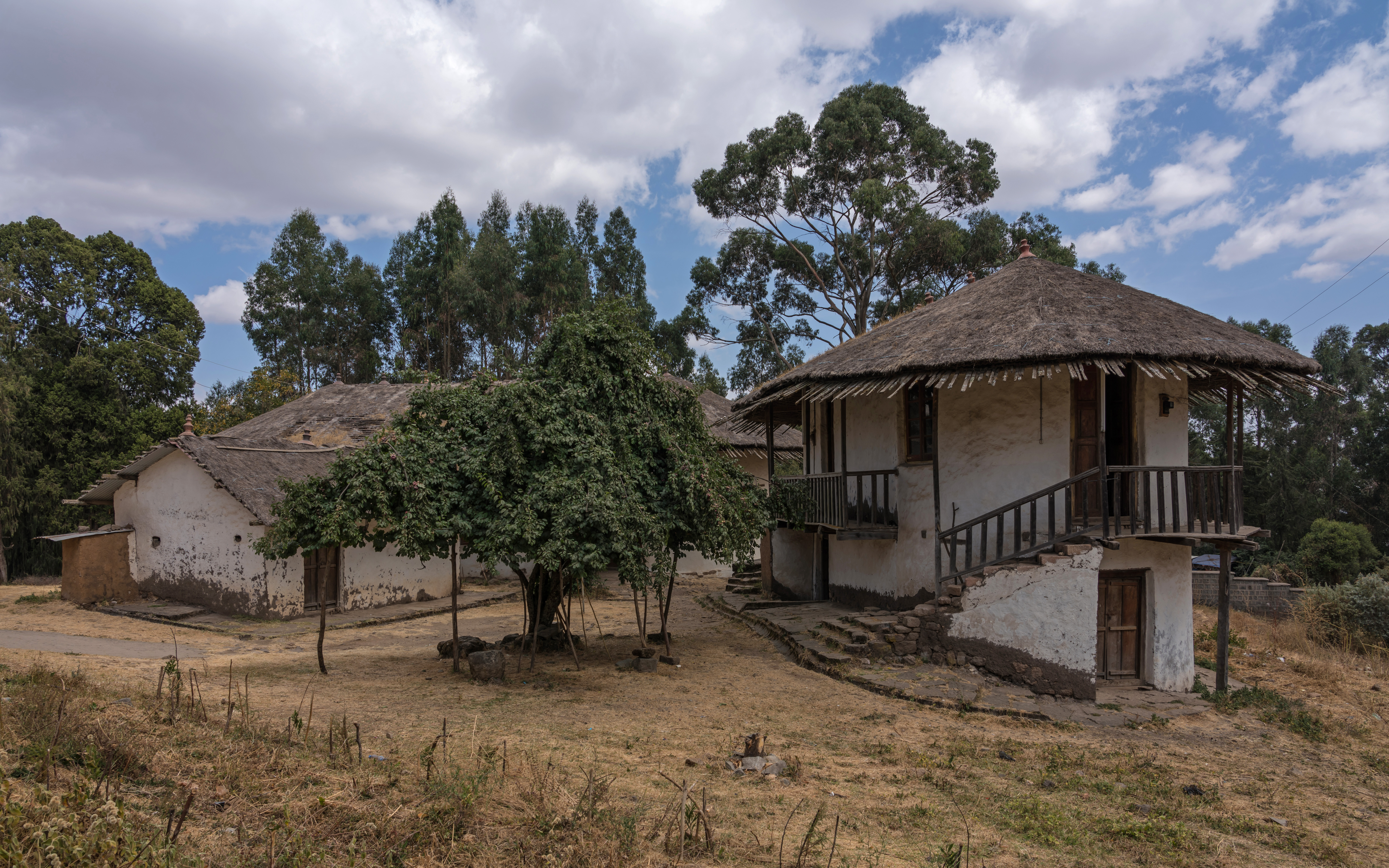
Императорский дворец: гостевой дом и опочивальня
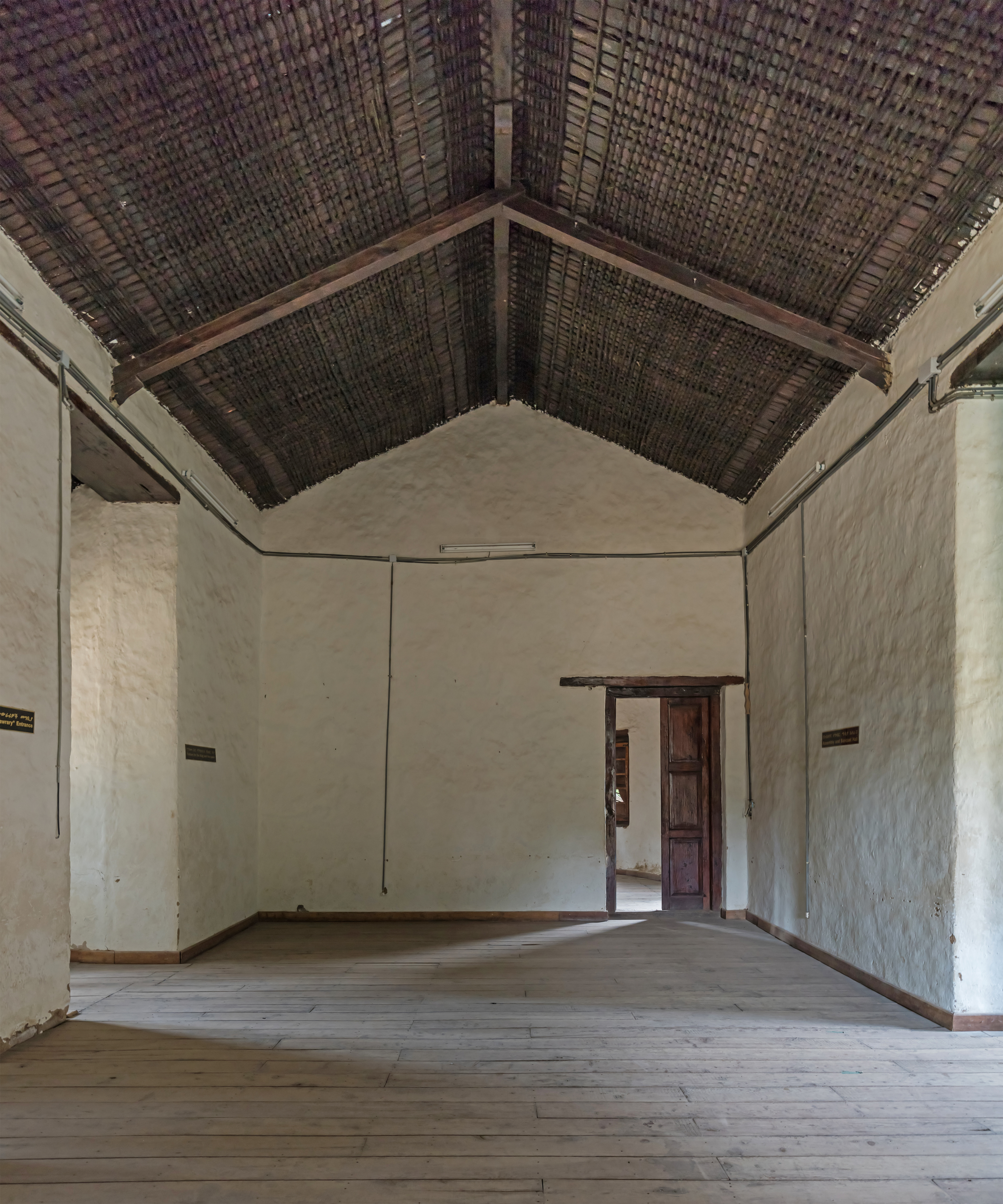
Императорский дворец: интерьер главного дома
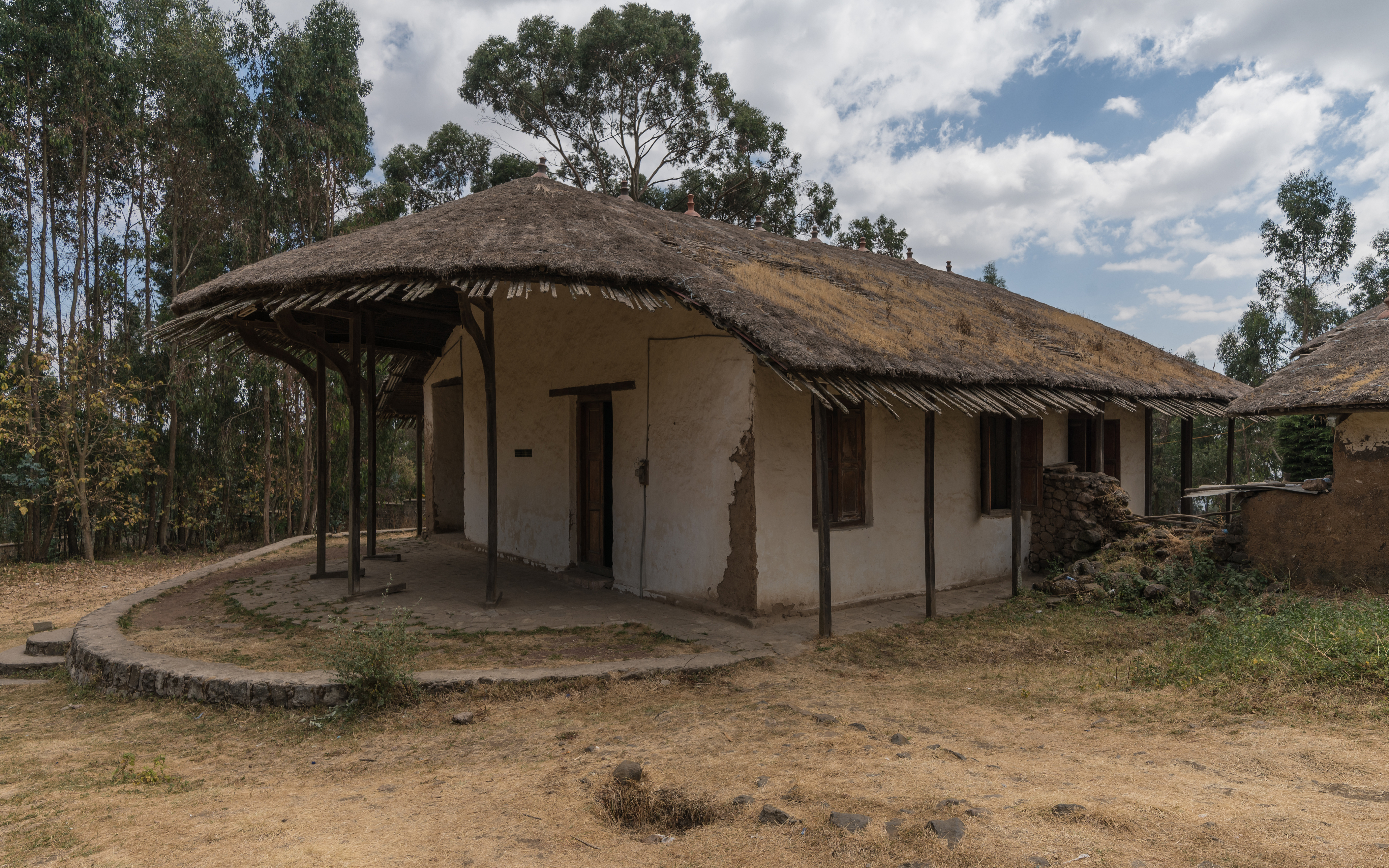
Императорский дворец: главный дом